# Samuel Fielden
Samuel Fielden, né le 25 février 1847 en Angleterre et mort le 7 février 1922 dans le Colorado, est un militant et propagandiste anarchiste américain, impliqué dans le procès du Massacre de Haymarket Square.

## Biographie
Travailleur manuel, il décide d'émigrer en Amérique et arrive à New York en 1868. En 1871, il se fixe à Chicago où il effectue divers métiers dont celui de camionneur et milite au Chicago Teamsters Union en 1880.
Libre-penseur et vice-président de la Chicago liberal League, il est délégué en 1883 au congrès national de l'American Secular League à Milwaukee. Orateur, il prend part à divers meetings organisés par les militants radicaux et évolue vers l'anarchisme. En 1884, il adhère à l’International Working People's Association en 1884 et devient un orateur populaire, utilisant les talents oratoires qu’il a développé lors de son passage à l’église méthodiste. Il en sera le trésorier. Il prend part à la mobilisation autour du 1er mai 1886 pour la journée de 8 heures. Le 3 mai, il est un des orateurs avec August Spies du rassemblement qui se tient à proximité des usines Mc Cormick, lequel s'achève dans un sanglant affrontement avec la police (deux ouvriers grévistes seront tués).
Fielden était le dernier orateur du rassemblement de Haymarket Square. Quand le capitaine de police Bonfield a avancé avec ses troupes, Fielden a brièvement protesté avant de s’éloigner du lieu à pied. Au même moment, la bombe explosait et il était blessé au genou durant le désordre qui a suivi. Il a été arrêté et condamné à mort, mais le gouverneur Oglesby a ramené sa peine à de la prison à vie après sa demande de clémence. En 1893, le gouverneur suivant, Altgeld amnistiait Fielden et il fut libéré. Il est mort en Angleterre le 7 février 1922.

## Notices
- Notices d'autorité :   - VIAF
  - ISNI
  - LCCN
  - WorldCat
- L'Éphéméride anarchiste : notice biographique.